# Mountain (album)
Mountain je debutové, sólové album kytaristy Leslie Westa z roku 1969. Je často citováno jako album skupiny Mountain, avšak ve skutečnosti na tomto sólovém albu, kromě Leslie Westa, z členů Mountain účinkuje pouze Felix Pappalardi. 
Na CD bylo vydáno v roce 1996.

## Seznam stop
1. Blood Of the Sun 2:37
2. Long Red 3:18
3. Better Watch Out 2:51
4. Blind Man 3:56
5. Baby, I'm Down 4:05
6. Dreams Of Milk & Honey ;Leslie West 3:36
7. Storyteller Man 3:08
8. This Wheel's On Fire 3:21
9. Look To The Wind 2:45
10. Southbound Train 3:02
11. Because You Are My Friend 3:15

## Obsazení
- Leslie West - kytary, zpěv
- Felix Pappalardi - baskytara, klávesy, produkce
- N.D. Smart[2] - bicí

## Coververze
Baby I'm Down bylo nahráno jako The Immortal na albu Pure Rock Fury skupiny Clutch. Leslie West na této nahrávce hostoval.